# かき道
かき道（かきどう）は長崎市東部に位置する町である。郵便番号は851-0115。

## 地理
八郎川の左岸河口に沿う山地が迫る地域。山地の矢上団地開発に伴い国道251号線以南が1984年に周辺町より分離して起立。東は戸石町、西は田中町と矢上町、南は橘湾、北は長崎市東町に接する。

## 沿革
- 1984年 - 長崎市東町、上戸石町、戸石町より分離して起立。

## 地区
- 1丁目 - 旧蠣道地区。八郎川沿いの地区で、商店も建ち並ぶ。
- 2丁目 - 矢上団地近隣公園などがあり、比較的古い地域である。
- 3丁目 - 団地や、大型スーパーのある地区で、同町の中心部に位置する。
- 4丁目 - 橘中学校があり、最も人口の多い地区である。
- 5丁目 - 橘小学校、市営団地のある地区である。
- 6丁目 - 国道251号を含むが、人口・面積共に最も小さな地区である。

## 主な産業
漁業
1丁目に漁港があり、漁をしている住人もいる。

## 世帯数と人口
2022年（令和4年）1月31日現在の世帯数と人口は以下の通りである。
| 町丁        | 世帯数    | 人口    |
| ----------- | --------- | ------- |
| かき道1丁目 | 422世帯   | 897人   |
| かき道2丁目 | 652世帯   | 1,548人 |
| かき道3丁目 | 626世帯   | 1,412人 |
| かき道4丁目 | 717世帯   | 1,606人 |
| かき道5丁目 | 554世帯   | 1,394人 |
| かき道6丁目 | 81世帯    | 166人   |
| 計          | 3,052世帯 | 7,023人 |

## 小・中学校の学区
市立小・中学校に通う場合、学区は以下の通りとなる。
| 丁目 | 小学校           | 中学校           |
| ---- | ---------------- | ---------------- |
| 全域 | 長崎市立橘小学校 | 長崎市立橘中学校 |

## 交通

### 道路
- 国道251号

## 施設
- 長崎市立橘小学校
- 長崎市立橘中学校
- 長崎警察署 橘交番
- 長崎東郵便局